# Causa sui
Causa sui (Ned.: "eigen oorzaak", "oorzaak van zichzelf") is een metafysische term die men vooral terug kan vinden in de vroegmoderne continentale rationalistische filosofie. Het begrip wordt met name toegepast in ontologische vraagstukken over de eerste oorzaak. 

## Explicatie
In het rationalistische discours was het als principe algemeen aanvaard en onbetwist, dat iedere gebeurtenis en iedere entiteit een oorzaak heeft: als wij kringen in het water zien, dan is de oorzaak daarvan de aanraking van een object met het wateroppervlak; het bestaan van huizen is het gevolg van de bouwactiviteit van mensen; het bestaan van mensen is het gevolg van het bestaan van materie; et cetera.
In een universum dat oorzakelijk volledig gedetermineerd is, moet men ook rekenschap geven van de oorzaken van de eerste zaken ("het Eerste") en van de oorzaken van het universum überhaupt ("het Al"). Hiervoor bestonden traditioneel meerdere oplossingen:
1. Het Eerste en het Al hebben een oorzaak
2. Sommige zaken, zoals het Eerste en het Al, hebben geen oorzaak
3. Sommige zaken, zoals het Eerste en het Al, zijn causa sui, hun eigen oorzaak

De eerste oplossing (die vooral gebruikt wordt in de Abrahamitische monotheïstische tradities) is logisch problematisch en daarom feitelijk geen oplossing - het Eerste is dan immers feitelijk niet het Eerste (want er is een Eerdere) en het Al is dan de facto niet het Al (want dat wat voorafgaat aan het Al, namelijk het Eerdere, is per definitie een onderdeel van het Al).
Het onderscheid tussen de tweede en de derde oplossing is subtiel en blijkt pas wanneer men het in bredere context gaat gebruiken. Het begrip causa sui is bijvoorbeeld onder meer een van de grondbegrippen van de Spinozistische metafysica en dient daar niet alleen ter verklaring van het ontstaan van de werkelijkheid, maar ook als een resolute definitie van vrijheid, begeerte en menselijkheid: een wezen dat werkelijk vrij is van alle aandoeningen, wordt volledig bepaald door zijn eigen natuur, en al zijn handelingen zijn derhalve volledig door diegene zelf veroorzaakt (mensen zijn overigens in Spinoza's optiek slechts gedeeltelijk vrij, zij zijn immers nooit vrij van externe aandoeningen - het enige dat geheel vrij en volledig causa sui is, is het Al, ofwel, in zijn termen: de enige bestaande substantie, ofwel God, ofwel de Natuur).

## Het begripcausa suiin Spinoza's filosofische ontwikkeling
In Spinoza's vroege denken, dat nog voor een groot deel overheerst wordt door de Joodse theologie van zijn jeugd, komt het concept causa sui nog niet voor. In bijvoorbeeld de Tractatus de Intellectus Emendatione, maar ook in de Cogitata Metaphysica (het aanhangsel bij de Renati Des Cartes Principia Philosophiae) noemt hij het zijnde dat hij in zijn latere werk causa sui zal noemen, nog ongeschapen. 
Het theologische begrip "schepping" heeft hij in zijn latere denken verlaten en vervangen door het filosofische "veroorzaking". Bovendien heeft hij bij het schrijven van de Ethica de subtiele overgang gemaakt van "onveroorzaakt" naar "zelf-veroorzaakt".